# Petrus Alexander Hubertus Regout
Petrus Alexander Hubertus Regout, ook Pierre Alexandre Hubert Regout, roepnaam Pierre, ter onderscheiding van zijn vader ook wel Petrus II Regout genoemd (Maastricht, 24 februari 1828 – Sint Pieter, Maastricht, 11 februari 1897), was een Nederlands ondernemer.

## Biografische schets
Pierre (Petrus II) Regout was een telg uit de bekende Maastrichtse fabrikantenfamilie Regout. Hij was de oudste zoon van Petrus Laurentius ("Petrus I", "Pie") Regout (1801-1878) en Aldegonda Hoeberechts (1798-1878). Hij was tevens de lievelingszoon van zijn vader. Als kind beleefde hij van dichtbij de stichting van de glas-, kristal- en aardewerkfabrieken door zijn vader, en de razendsnelle groei van het familie-imperium aan de Boschstraat en het Bassin. Op zijn zestiende kwam Pierre in het bedrijf van zijn vader, Petrus Regout & Co.; vanaf 1870 was hij vennoot van de toen opgerichte v.o.f.. Na de dood van zijn vader in 1878 werd het bedrijf omgezet in een commanditaire vennootschap (c.v.) en werd hij directeur, samen met zijn jongere broers Eduard, die nog datzelfde jaar overleed, Eugène en Louis I. In de praktijk maakten Pierre en Louis bij het bedrijf de dienst uit.

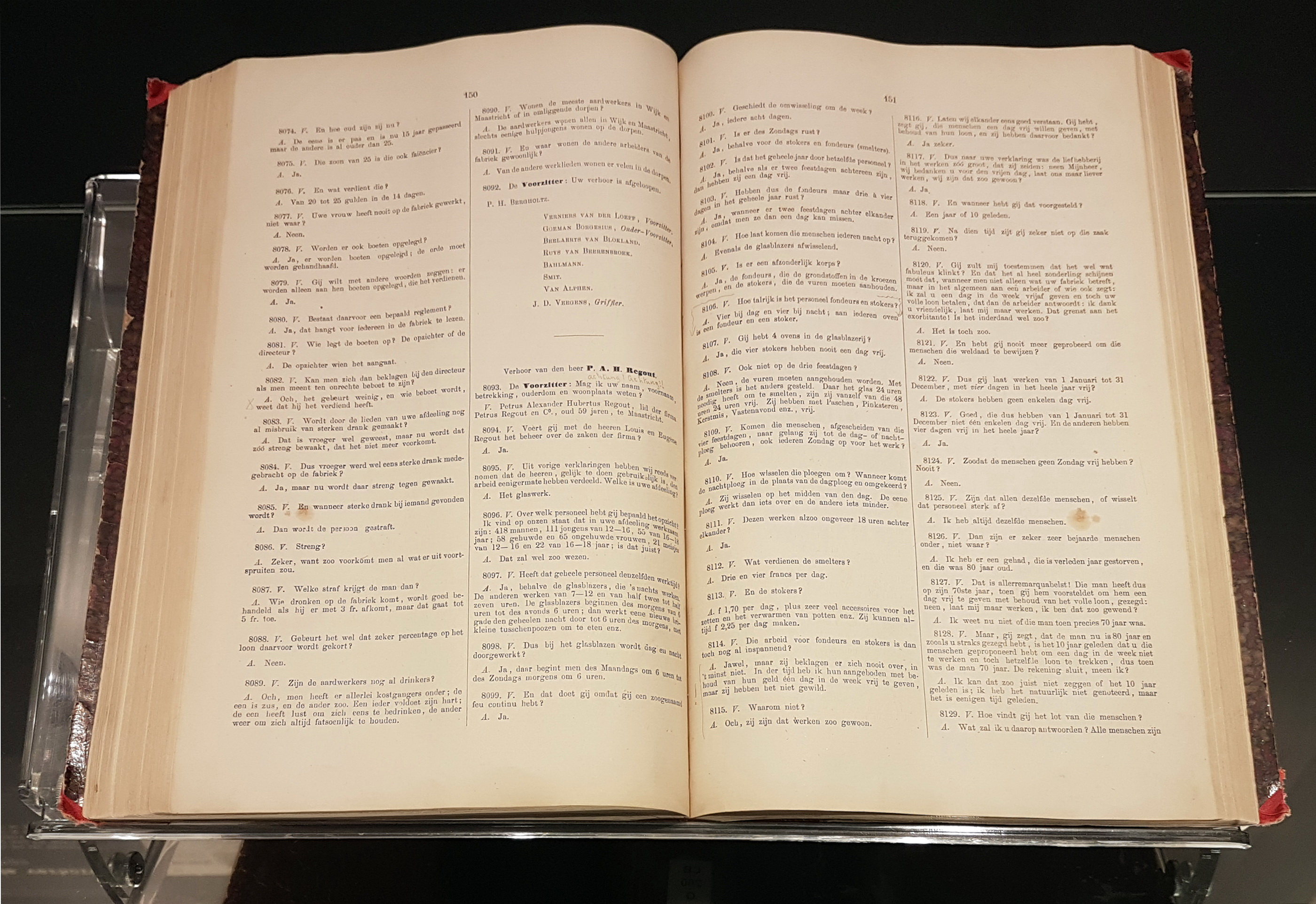
Gebundelde verhoren Arbeidsenquête (1887)

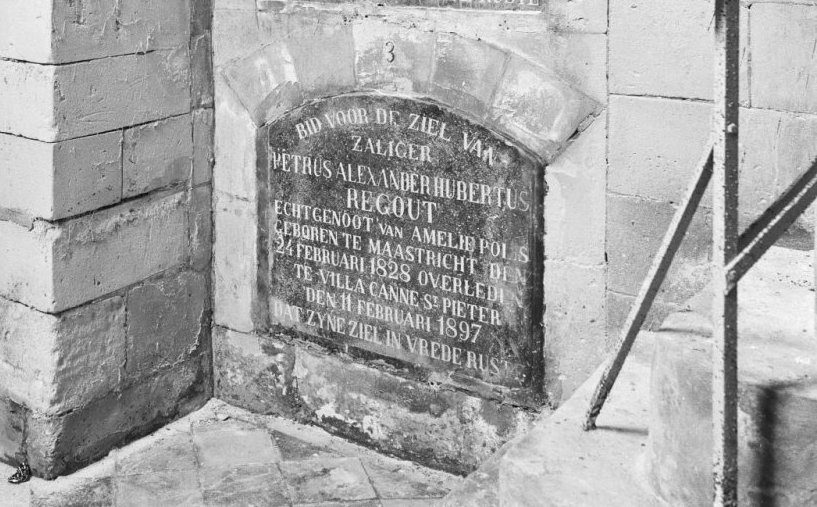
Grafsteen in het familiemausoleum (1897)

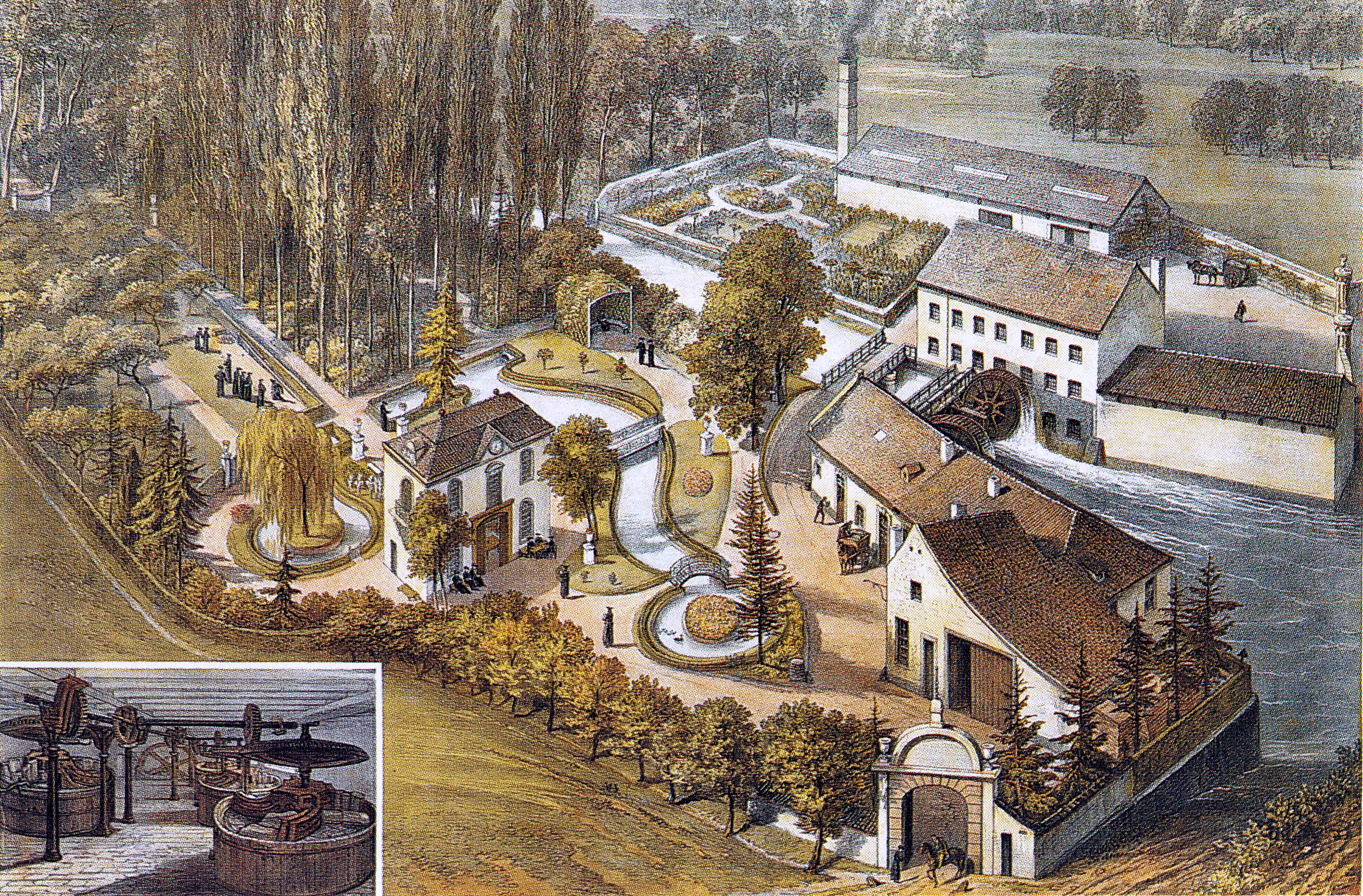
Nekum met villa Canne (album P. Regout, 1866)

Pierre Regout is vooral bekend geworden vanwege zijn arrogante en van weinig medeleven getuigende antwoorden bij de parlementaire enquête naar de toestand in fabrieken en werkplaatsen ("Arbeidsenquête", 1887), die de arbeidsomstandigheden in de Nederlandse industrie onderzocht. Zo zei hij: "Ik zeg niet, dat het in de fabriek werken zoo gezond is als des zomers te Scheveningen of des winters te Nizza, maar – het is een noodzakelijk kwaad; het is niet anders mogelijk". Op de vraag naar de gevolgen van nachtarbeid bij jonge glasblazershulpen antwoordde hij: "Och, ik weet wel dat de studenten ook wel eens niet naar bed gaan, zonder daarom ziek te worden". Verder beweerde hij zonder blikken en blozen dat de stokers, die in het hele jaar geen enkele dag vrij hadden, geweigerd hadden een vrije dag te nemen, ook niet toen hij aanbood hun loon door te betalen. In de 20e eeuw ontstonden allerlei mythes over de "uitbuiting" van arbeiders en grootschalige kinderarbeid in de fabrieken van Regout. Toch zijn er geen aanwijzingen dat dit wezenlijk anders was dan elders.
Naast het voeren van de directie in het familiebedrijf, oefende Pierre Regout diverse nevenfuncties uit. In 1875 werd hij lid van de raad van bestuur van de Koninklijke Nederlandsche Papierfabriek, vlak bij het familiebedrijf van de Regouts aan het Bassin gelegen. Daarnaast was hij adviseur van de Noord-Brabantsche Hypotheekbank te Maastricht.
Pierre Regout woonde aanvankelijk aan de Boschstraat, vlak bij de fabriek, in wat oorspronkelijk de Refugie van Hocht was geweest. Dit gebouwencomplex was in 1851 aangekocht door Petrus I Regout, die het liet verbouwen tot een hôtel particulier, met drie afzonderlijke woningen achter een nieuwe, doorlopende gevel. In 1863 liet Pierre het herenhuis Boschstraat 45 bouwen, waarschijnlijk naar een ontwerp van de 'huisarchitect' van de Regouts, Wilhelm Wickop.
Na het overlijden van zijn vader in 1878 vestigde hij zich in de villa Canne in de buurtschap Nekum ten zuiden van Maastricht (destijds gemeente Sint Pieter). Deze villa was door zijn vader gebouwd als 'kantoorpand' in de nabijheid van de Nekummermolen, waar het glazuur dat nodig was voor het aardewerk vermalen werd. Het diende ook als 'overblijfpand', zodat bij langer bezoek aan de molen men niet voortdurend met paard en wagen uit de stad hoefde te komen, of bij late terugkeer voor een gesloten stadspoort zou komen te staan. Ook stelde de oude Regout het huis als buitenhuis ter beschikking van de Maastrichtse jezuïeten. In het Album dédié à mes enfants et mes amis, dat Petrus I in 1868 in Parijs liet vervaardigen, is een lithografie afgebeeld van de watermolen en de villa in een parkachtige omgeving.
Nadat Pierre Regout het pand had geërfd, werd het in 1886 uitgebreid met een koetsierswoning (Mergelweg 363), waarvan de sluitsteen van de poort het opschrift "P.R. 1886" draagt. Omstreeks dezelfde tijd sponsorde Pierre Regout de restauratie van de nabijgelegen Sint-Servaasbron.
In 1881 werd in opdracht van Pierre Regout het arbeiderswijkje Quartier Amélie gebouwd, langs de Maas, tussen de Fransensingel en de Spoorbrug Maastricht. Het woonwijkje was genoemd naar zijn echtgenote Amélie Polis. Het omvatte drie straatjes met eengezinswoningen, tuintjes en enkele waterputten. De huizen waren bedoeld voor de huisvesting van meester-arbeiders van de glasfabrieken en hun gezin. Ook in de Herbenusstraat nam Pierre Regout deel aan woningbouw.
Petrus II (Pierre) Regout overleed op 68-jarige leeftijd te Nekum. Hij werd bijgezet in de grafkelder van de familie Regout naast de Basiliek van Meerssen.

## Nalatenschap

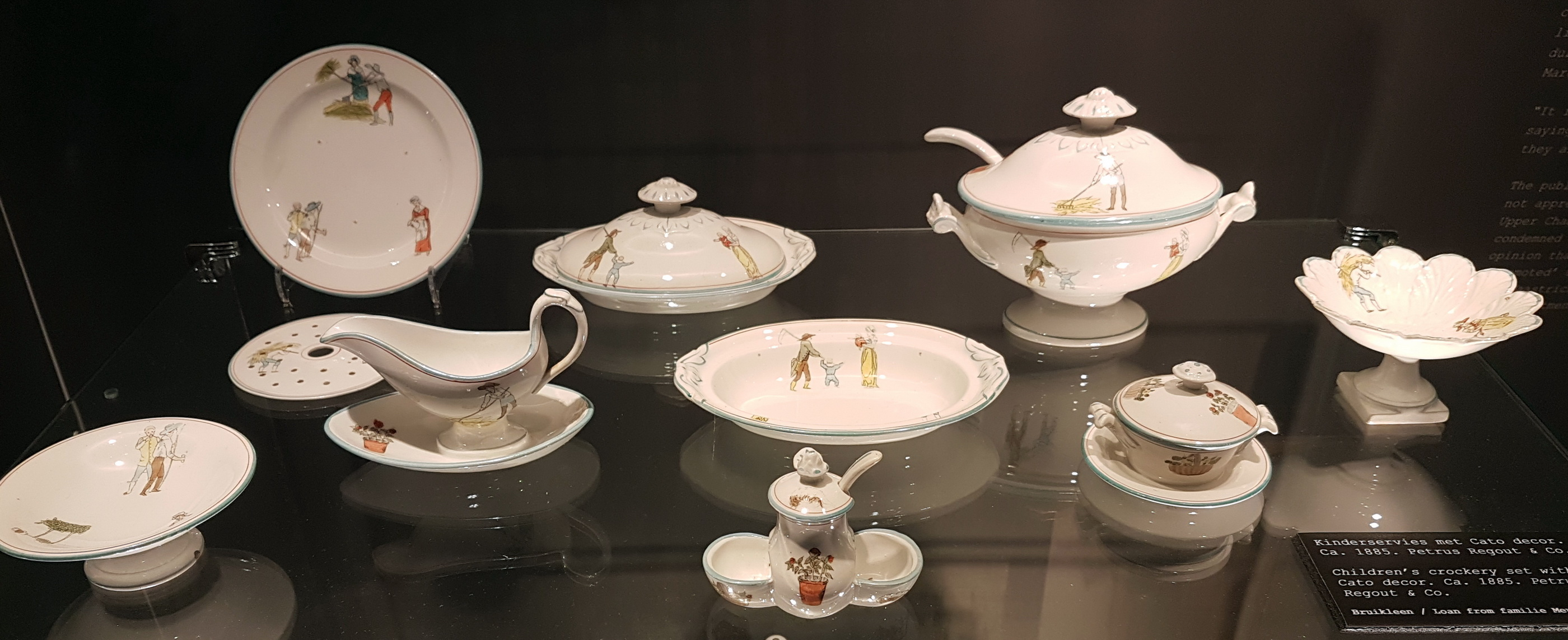
Kinderservies met decor "Cato", ca. 1885 (collectie Centre Céramique)

De nalatenschap van Pierre Regout lijkt op het eerste gezicht geen positieve. De ellende van de arbeiders in de Regout-fabrieken is summier gedocumenteerd, maar nog niet vergeten. Een deel ervan was jarenlang afleesbaar in de relatief hoge percentages van alcoholisme, analfabetisme, krankzinnigheid en maatschappelijke achtergesteldheid in zijn algemeenheid in Maastricht.
Het Quartier Amélie is in de Tweede Wereldoorlog ten offer gevallen aan een geallieerd bombardement. Enkele huisjes die aan de Fransensingel gespaard bleven, zijn later door de KNP aangekocht en uiteindelijk afgebroken. Wat resteert zijn enkele arbeidershuisjes aan de Herbenusstraat (met jaarsteen "R-P 1880"), een tiental fabrieksgebouwen en de producten van industriële nijverheid, die de arbeiders samen met de ontwerpers en leidinggevenden tot stand brachten. Uit de bestuursperiode Petrus II Regout (ca. 1870-1897) is vrij veel glas en aardewerk bewaard gebleven. Dat laatste is gezocht bij verzamelaars van Maastrichts aardewerk en bevindt zich tevens in diverse museumcollecties. Qua bouwwerken kunnen genoemd worden: de fabrieksmuur langs de Frontensingel, het Poortgebouw, de Mouleurs of Belgen, de Brikkenbouw en het Decoratieatelier (alle uit de periode 1873-1885), en de Gipsfabriek en het Molengebouw (beide uit 1893).
Boschstraat 45 werd in 1863 in opdracht van Petrus II Regout gebouwd, waarschijnlijk naar ontwerp van Wilhelm Wickop. Het herenhuis heeft een rijk geornamenteerde gepleisterde gevel in eclectische stijl. De vensters op de eerste verdieping hebben renaissance-omlijstingen; op de tweede verdieping zijn deze vormgegeven in rheno-romaanse stijl. Het huis is een rijksmonument. De villa Canne met omringende parkaanleg is in relatief gave staat bewaard gebleven en bestaat uit een complex van drie rijksmonumenten. In 1886 werd de villa in opdracht van Pierre Regout verbouwd en werd aan de Mergelweg een groot koetshuis annex koetsierswoning gebouwd, een bakstenen bouwwerk dat enige kenmerken van de neogotiek vertoont.

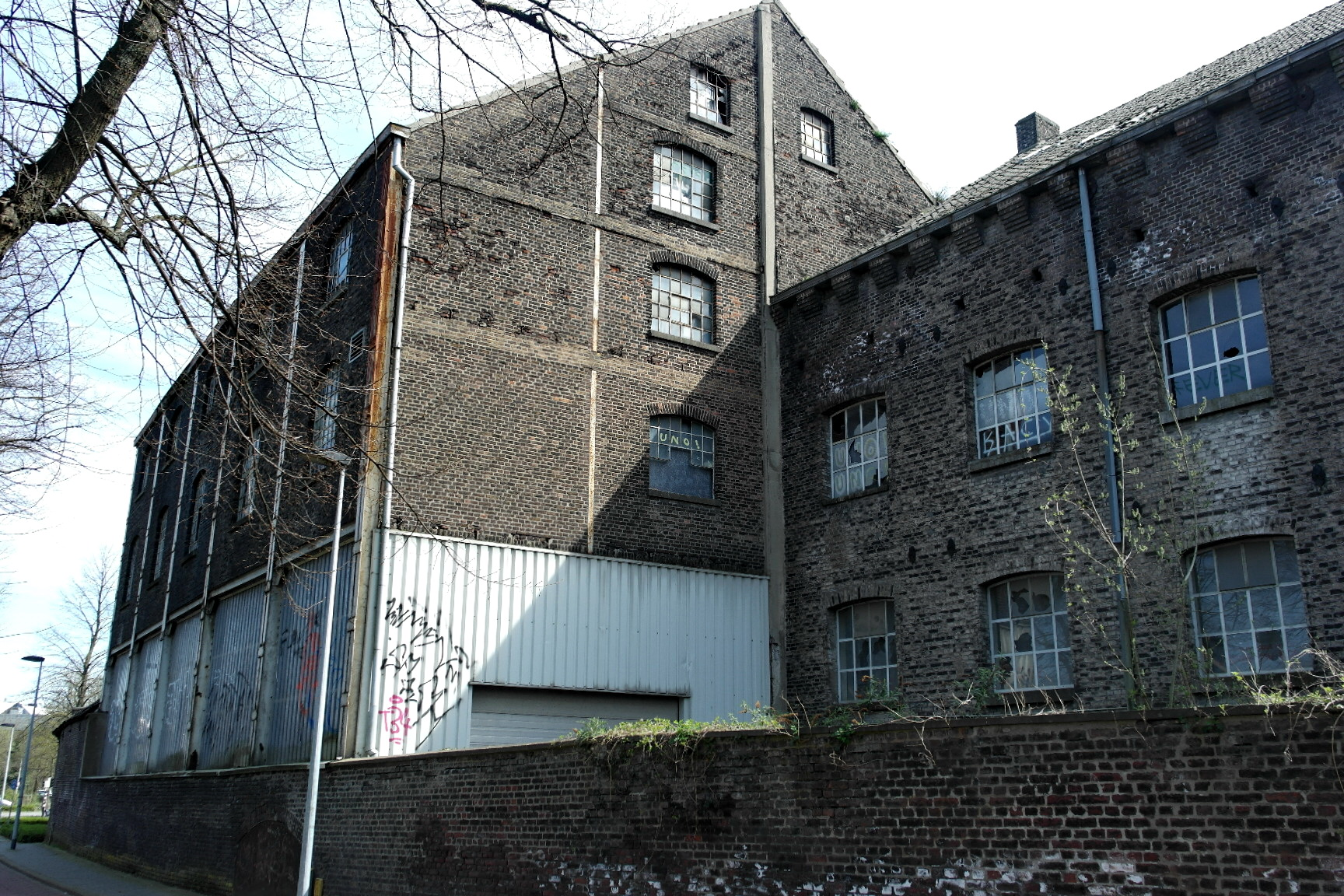
Fabrieksgebouwen Frontensingel
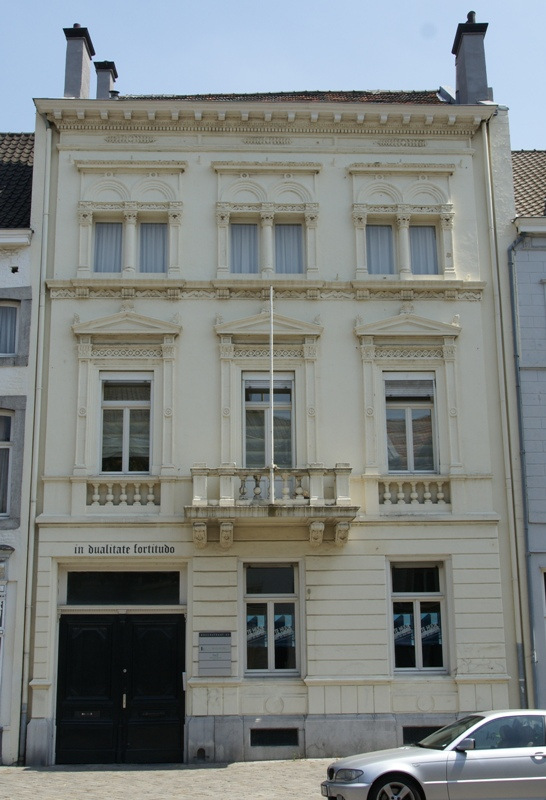
Herenhuis Boschstraat 45
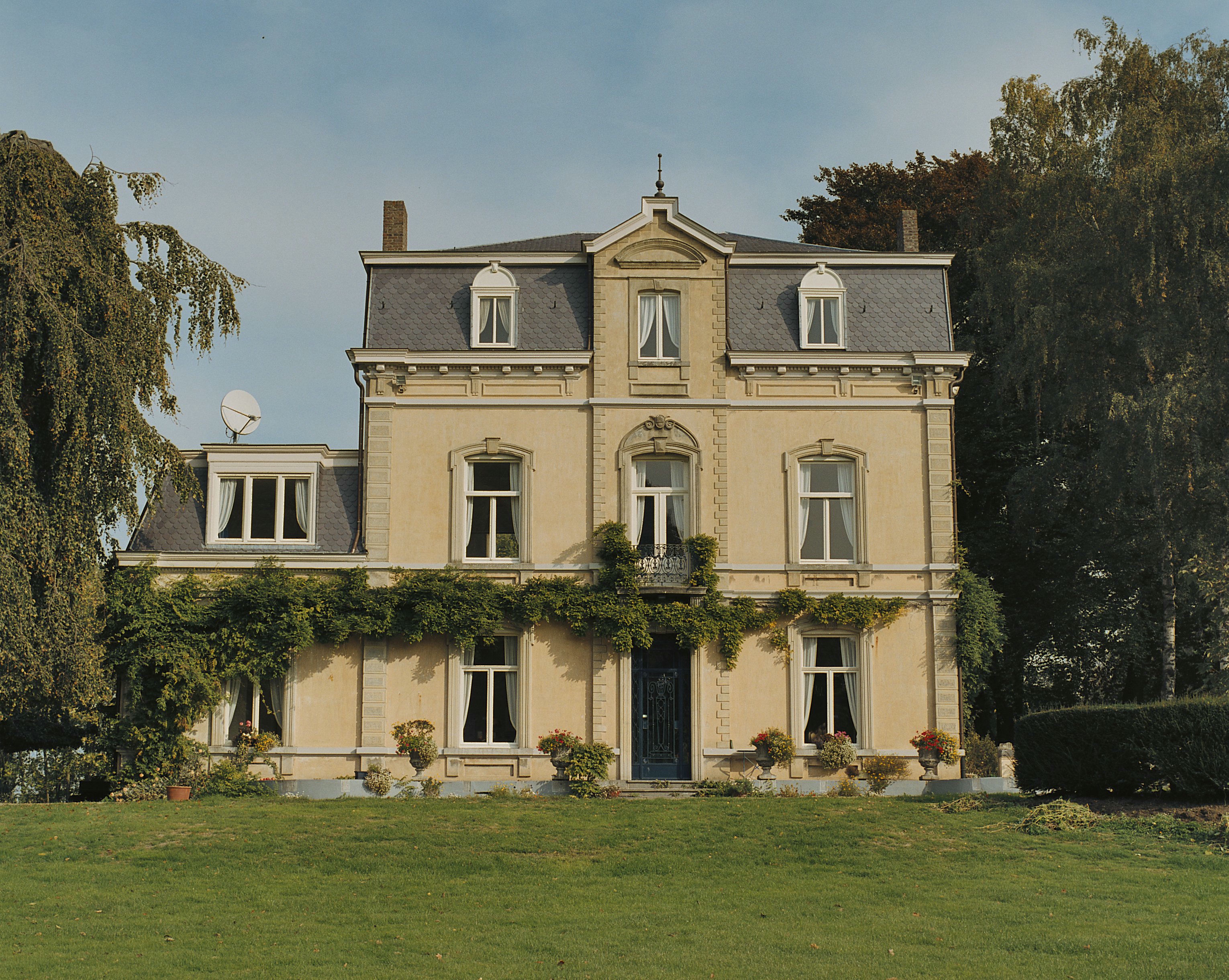
Villa Canne
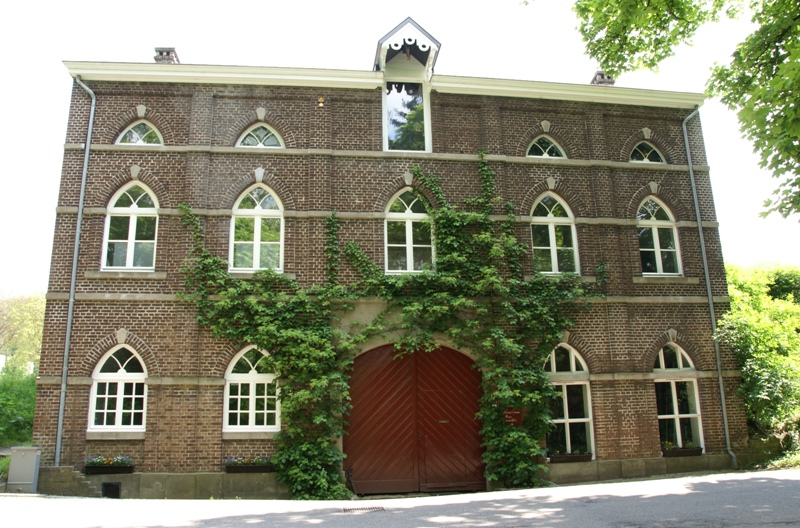
Oude koetshuis villa Canne

## Nakomelingschap
Op 24 augustus 1852 trouwde Petrus Alexander Regout te Maastricht met Gertrudis Hubertina Amelia ("Amélie") Polis (1830-1904), dochter van Lodewijk Josef Polis en Maria Catharina Theresia Wijnandts. Het echtpaar kreeg tien kinderen, allemaal zonen, waarvan er zeven de volwassenheid bereikten en de meesten in de voetsporen van hun vader en grootvader traden.
|                                                             |  |  |
| Amélie Regout-Polis en de vier oudste zonen, omstreeks 1865 |  |  |

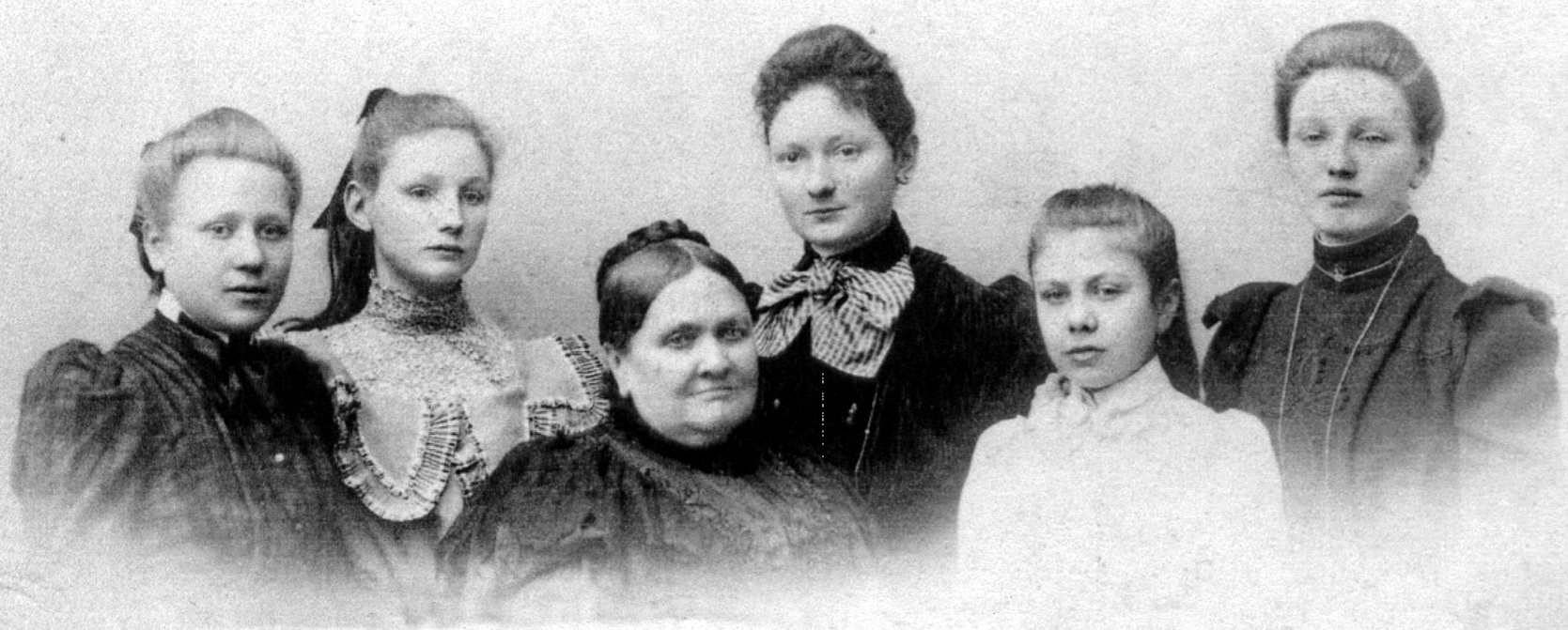
Amélie ruim dertig jaar later te midden van vijf kleindochters

1. George Louis Hubert Regout (1853-1853)
2. Petrus Hubertus (Petrus III) Regout (1854-1928), directielid De Sphinx, voorzitter raad van beheer KNP, gehuwd met Louisa Berger (1853-1932), 2 kinderen (waaronder Petrus IV Regout)
3. Jules Joseph Hubert Regout (1855-1932), oprichter N.V. Wolindustrie v/h Jules Regout & Co., raadslid Maastricht, gehuwd met Frederika Berger (1858-1927), 5 kinderen
4. Ernest Edouard Hubert Regout (1857-1935), oprichter Assurantiekantoor Ernest Regout & Zoon, lid Provinciale Staten van Limburg, gehuwd met Bertha Vielvoye (1858-1937), 6 kinderen
5. Alfred Hubert Regout (1858-1935), oprichter en voorzitter van de raad van bestuur van vloertegelfabriek Alfred Regout & Co., later REMA, sinds 1965 onderdeel van Koninklijke Mosa, gehuwd met Angèle Stevens (1866-1899), 5 kinderen
6. Constant Gustave Hubert Regout (1859-1859)
7. Victor Gustave Guillaume Regout (1861-1892), ongehuwd
8. Georges Eugène Hubert Regout (1862-1863)
9. Leopold Louis Hubert Regout (1863-1932), gehuwd met Joséphine Bettonville (1864-1932), 4 kinderen
10. Charles Marie Hubert Regout (1866-1932), directeur gasfabriek te Luik, Nederlands consul aldaar, gehuwd met Louise Desoer (1871-1935), 4 kinderen

In 2012 behoorden 127 van de 365 nakomelingen van Petrus I Regout en Aldegonda Hoeberechts tot de tak Petrus II (52 mannen en 75 vrouwen), daarmee de op een na talrijkste tak vormend. Tot de bekendere nakomelingen behoren: de ondernemers Petrus III en IV, Jules I en II, Georges en Alfred; verder de actrice Georgea Regout (zijtak Jules), de olympisch roeier Flip Regout (zijtak Ernest), de autocoureur Hervé Regout (zijtak Alfred) en de striptekenaar-cartoonist Patrick Regout (zijtak Charles).